# Death Row (Band)
Death Row war eine Proto-Doom-Band, deren Historie eng mit der Geschichte der Gruppe Pentagram verwoben ist. Die meisten Death-Row-Mitglieder wurden Teil von Pentagram. Zwei Jahre nachdem der Pentagram-Sänger und -Kopf Bobby Liebling 1981 in die Band eingestiegen war ändere die Gruppe ihren Namen in den von Lieblings zu diesem Zeitpunkt aufgelöster Band Pentagram. 
Jahre später reaktivierten Gitarrist Victor Griffin und Schlagzeuger Joe Hasselvander Death Row zwei Mal, um unter dem Namen Auftritte zu absolvieren. Die Diskografie der Gruppe blieb eine Sammlung von Demos, einige Proberaumaufnahmen und Konzertdokumentationen. Death Row erlangte dennoch Kultstatus als einer der Angelpunkte der Historie des Doom Metal.

## Geschichte
Death Row wurde 1979 von dem Gitarristen Victor Griffin, dem Bassisten Lee Abney mit dem Schlagzeuger David Lafever und dem Sänger Chris Durman unter dem Namen Overkill gegründet. Die Band änderte 1980 ihren Namen in Death Row. Griffin lernte Joe Hasselvander kennen, der kurz zuvor noch Schlagzeuger der zu diesem Zeitpunkt aufgelösten Gruppe Pentagram war. Hasselvander stieg in die Gruppe ein und Griffin und Abney zogen nach Virginia, wo der Pentagram-Sänger Bobby Liebling und schließlich der Bassist Martin Swaney, nachdem Abney nach Tennessee zurückkehrte war, Teil von Death Row wurden. Death Row spielte zwei Demos ein deren Stücke später in das Debüt von Pentagram Relentless flossen. Noch bevor die Gruppe ein Album einspielte insistierte Liebling, dass sich Death Row in Pentagram umbenennen solle, was die Gruppe 1983 tat. Gemäß Garry Sharpe-Young war ein Auftritt zu Halloween 1983 sowie der Druck von Fans Ausschlaggebend für die finale Entscheidung den Namen Pentagram anzunehmen.
Death Row wurden allerdings in den folgenden Jahren zu verschiedenen internationalen Auftritten von Victor Griffin reaktiviert. Griffin, Abney, Liebling und Hasselvander traten als reformierte Death Row, nach der Jahrtausendwende auf. Die Reunion wurde durch gemeinsame Konzerte von Death Row und Griffins neuer Band Place of Skulls begleitet. In Washington, D.C. absolvierten beide Bands gemeinsam mit den Doom-Metal- und Stoner-Rock-Gruppen Black Manta, Internal Void und Throttlerod einen Auftritt von der Promotionfirma Doom Capital Productions, welche das Konzert organisiert hatte, in einer auf 100 Exemplare limitierten Auflage als Split-Livealbum aller beteiligter Gruppen veröffentlicht wurde. Diese Reunion hielt allerdings nicht lange an. Lieblings Drogenkonsum torpedierte das soziale Gefüge der Gruppen unter seiner Beteiligung. Im Jahr 2009 traten Griffin, Hasselvander und Swanwey als Death Row ohne Liebling beim deutschen Festival Hammer of Doom auf. Als Sänger brachte sich Eric Wagner von Trouble ein. Beim Roadburn Festival im folgenden Jahr sang Griffin selbst. Im selben Jahr trat Griffin, der zugleich neue Alben über Place of Skulls erarbeitete, erneut Pentagram bei, wodurch die Fortführung von Death Row erneut endete.
Nachdem die Band 1982 und 1983 die beiden Demos All Your Sins und Whore, sowie Through the Shadow eine VHS-Kassette mit Liveaufnahmen zur Promotion der Gruppe eingespielt hatte, blieb der diskografische Katalog der Gruppe zu ihrer aktiven Phase gering. Allerdings folge im Jahr 2000 Death Is Alive: 1981–1985 über Game Two Records. Die Live-Kompilation enthielt Aufnahmen zweier Konzerte sowie das letzte Stück, das die Gruppe im Proberaum 1983 vor ihrer Umbenennung eingespielt hatte. Die Aufnahmen stammten überwiegend von einem Konzert in Springfield im The Wild West, Springfield aus dem Jahr 1983. Zwei Stücke wurden im selben Jahr in Baltimore im The Big Dipper aufgenommen. Im Jahr 2009 erschien Alive in Death, ein weiteres Live-Album, diesmal über Black Widow Records, das zentral einen Auftritt aus dem Jahr 1982 in Tennessee dokumentierte, hinzugenommen wurde das Demo Whore sowie zwei Stücke die bereits auf Death Is Alive: 1981–1985 enthalten waren. Rückblickend wurde der Band beschieden, „eine der einflussreichsten Doom-Metal-Urgesteine“ zu sein. So urteilte Bruder Cle über die Live-Kompilation Alive in Death für das Webzine Dark Scene, es sei ein „Stück Metalgeschichte einer Band, die leider viel zu früh an Drogeneskapaden zerbrach und der anstatt dem Welterfolg nur ein unerschütterlicher Kultstatus in der Doomgemeinde beschieden war.“ Auch Dimitris Plastiras von Doom-Metal.com mutmaßte, dass Genre-Anhänger dem Live-Video Through the Shadow einen Schrein bauen würden.

## Stil
Die Musik von Death Row gilt als hochwertiger Traditional Doom beziehungsweise Proto-Doom, der schon aus der Historie und personellen Überschneidung jenem von Pentagram entspricht. Als weitere Vergleichsgrößen werden The Obsessed und Black Sabbath benannt. In Relation zu den frühen Singles von Pentagram, die noch starke Hard-Rock-Einflüsse aufwiesen, war Death Row bereits eine echte Doom-Metal-Band mit einem ausgesprochen düster atmosphärischen Klang. Die „primitive rohe Kraft“ der Band sei dabei besonders riffbetont gewesen.

## Diskografie
- 1982: All Your Sins (Demo, Selbstverlag)
- 1983: Whore (Demo, Selbstverlag)
- 2000: Death Is Alive: 1981-1985 (Live-Kompilation, Game Two Records)
- 2001: Death Row Reunion (Live-Split-Album mit Place of Skulls, Black Manta, Internal Void und Throttlerod, Doom Capital Productions)
- 2009: Alive in Death (Live-Album, Black Widow Records)

## Videos
- 1982: Through the Shadow (VHS, Selbstverlag)